# Neurodiversiteit

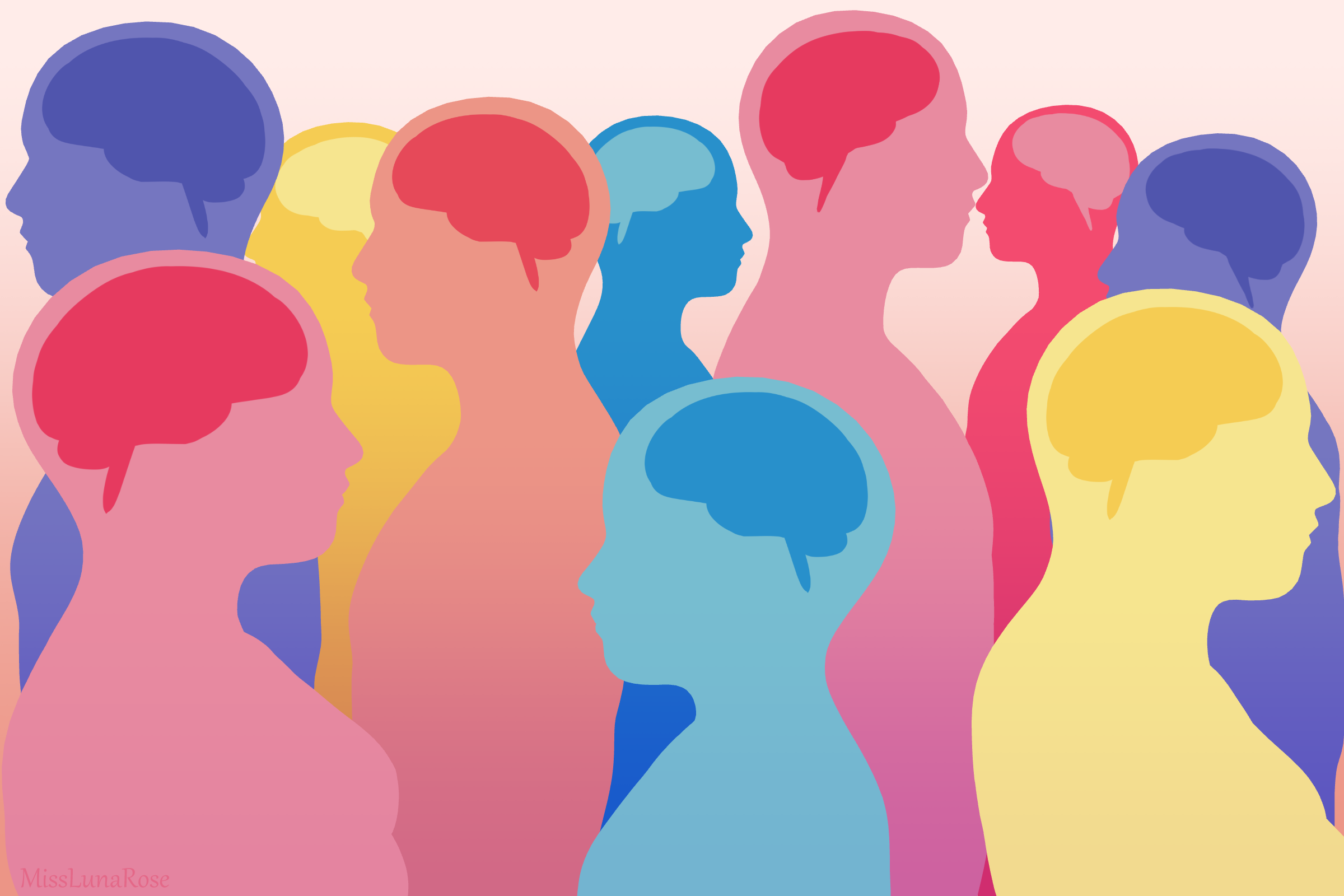
Elk mens is uniek.

Grafiek van een normale verdeling; iedere band heeft een breedte van 1 standaardafwijking.

Neurodiversiteit omvat de verscheidenheid en variatie van de neurologische, cognitieve en psychologische ontwikkeling van mensen, met name op het gebied van het verwerken en gebruiken van sociale, linguïstische en zintuiglijke informatie.
De term wordt soms verbonden met biodiversiteit (de verscheidenheid en variatie van soorten binnen een ecosysteem en de verscheidenheid en (genetische) variatie binnen een soort) en culturele diversiteit (de verscheidenheid en variatie van culturen op de wereld of binnen een specifieke regio).
Binnen het spectrum van neurodiversiteit hebben de meeste mensen een 'normale' ontwikkeling in statistische zin; ze zijn neuronormaal (afkorting NN) oftewel neurotypisch (afkorting NT; een neologisme en leenvertaling van het Engelse neurotypical, waarbij typical staat voor 'normaal'). Mensen met een 'afwijking' ('divergentie') van het gemiddelde noemt men wel neurodivergent of neuro-a-typisch.
De term 'neurodivergent' wordt meestal gebruikt voor mensen met ADHD, autisme, dyscalculie, dyslexie, hoogbegaafdheid en hoogsensitiviteit. Ook wordt de term soms gebruikt voor afasie, developmental coordination disorder (een motorische ontwikkelingsstoornis die leidt tot dyspraxie), niet-aangeboren hersenletsel, syndroom van Gilles de la Tourette, taalontwikkelingsstoornissen, verstandelijke beperkingen en psychische aandoeningen zoals bipolaire stoornis, dissociatieve identiteitsstoornis (voorheen bekend als meervoudige persoonlijkheidsstoornis), schizoaffectieve stoornis, schizofrenie en persoonlijkheidsstoornissen zoals de antisociale persoonlijkheidsstoornis.

## Geschiedenis
Halverwege de jaren negentig ontmoetten Judy Singer en schrijver Harvey Blume elkaar op de mailinglist "Independent Living on the Autism Spectrum", opgericht in 1996 door de Nederlandse computerprogammeur Martijn Dekker. Ze bespraken hun ideeën over "neurologische diversiteit" oftewel "neurodiversiteit" met elkaar. De term neurodiversiteit kwam voor het eerst in een publicatie voor in 1998 in de afstudeerscriptie van Singer aan de University of Technology Sydney en in een artikel van Blume in The Atlantic, getiteld Neurodiversity, on the neurological underpinnings of geekdom. In 2016 publiceerde ze het boek Neurodiversity - The Birth of an Idea ('Neurodiversiteit - de geboorte van een idee'). Neurodiversiteit was ook een term voor de sociale beweging van neurologische minderheden die ook de autismebeweging omvat. Het was uitdrukkelijk de bedoeling van Singer om duidelijk te maken dat de term altijd moest worden gebruikt in de context van intersectionaliteit.
Singer en Blume zien menselijke cognitieve variatie in de context van biodiversiteit en de politiek van minderheidsgroepen. Deze visie kwam voort uit de beweging voor autismerechten, als een uitdaging voor de heersende opvattingen dat bepaalde verschijnselen die werden geclassificeerd als neurologische ontwikkelingsstoornissen inherent pathologisch zijn. Het bouwt voort op het sociale model van handicap, waarin handicap voortkomt uit maatschappelijke barrières die interageren met individuele verschillen, in tegenstelling tot de idee dat mensen gehandicapt zijn simpelweg als gevolg van het hebben van beperkingen.
De term wordt steeds meer gebruikt door onder meer neurowetenschappers, psychologen, psychiaters en andere hulpverleners.
De term 'neurotypisch' is oorspronkelijk afkomstig van autistische mensen en was bedoeld om niet-autistische mensen mee aan te duiden.

## Neurodiversity Pride Day
Sinds 18 juni 2005 werd jaarlijks de Autistic Pride Day georganiseerd om zelfbewustzijn en trots van autistische mensen te vieren en mensen samen te brengen. Sinds 2018 werd jaarlijks de Neurodiversity Pride Day georganiseerd, eerst op diezelfde dag, 18 juni, als teken van respect voor de autistische mensen die de Autistic Pride Day organiseerden, en sinds 2023 op 16 juni, omdat het aantal mensen dat hieraan deelneemt sterk is gegroeid en de organisatoren van de Neurodiversity Pride Day de Autistic Pride Day niet wilden overvleugelen. De organisatie die de Neurodiversity Pride Day organiseert is Stichting Neurodiversiteit (Engels: Neurodiversity Foundation), opgericht op 15 februari 2018.
De dag is onderdeel van de neurodiversiteitsbeweging en de autismebeweging en werd in 2024 in 15 landen gevierd.